# Tischgemeinschaft

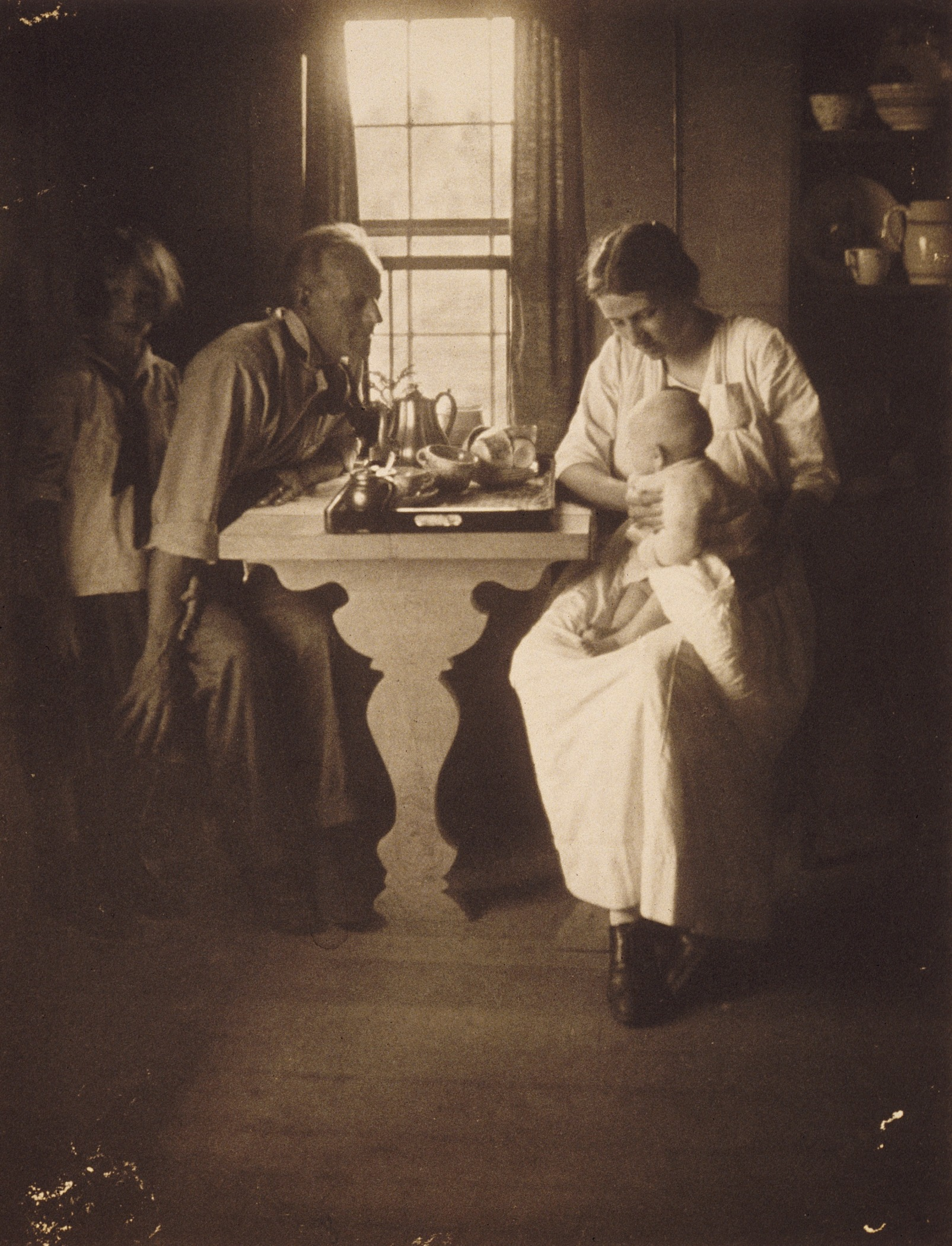
Familie an einem Tisch

Eine Tischgemeinschaft ist eine Gemeinschaft, die durch die Teilnahme an einer Mahlzeit gebildet wird. In einem weiteren Sinn kann „Tischgemeinschaft“ auch bildlich verstanden werden und umfasst Menschen, die ihre Ernährung gemeinschaftlich organisieren. So wird beispielsweise im Schweizer Recht das „gefestigte Konkubinat“ als „Wohn-, Tisch- und Bettgemeinschaft“ umschrieben.

## Soziologische Betrachtung

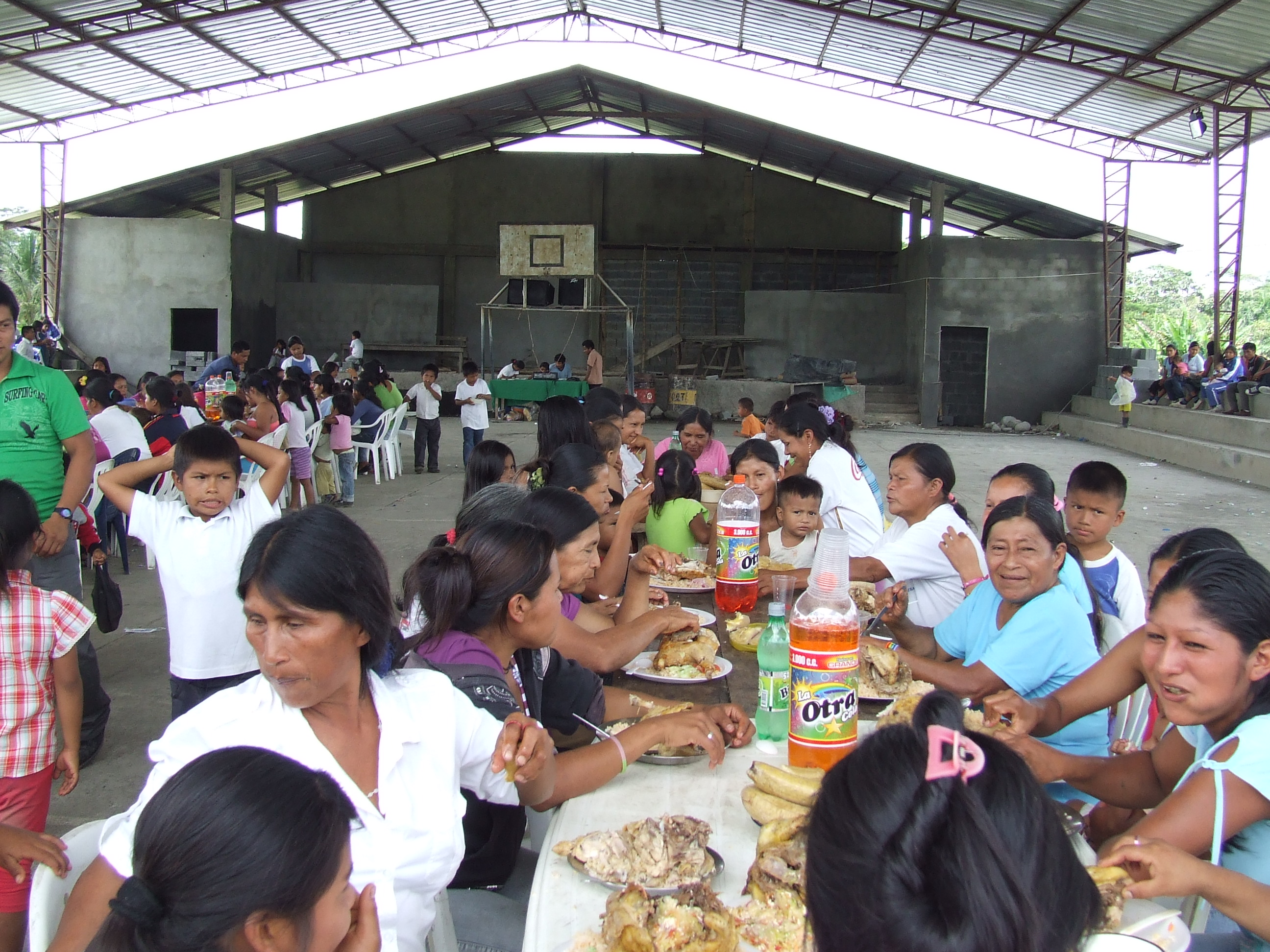
Indigene Dorfgemeinschaft in einer Shuar-Communidad in Ecuador

Die Familie kristallisierte sich früher in der Form der Tischgemeinschaft mit gemeinsamer Mahlzeit als zentralem Mittelpunkt des Lebens mehrerer Generationen heraus. Aufgrund des Wandels des Familienbildes in Industriestaaten ist dieser Umstand allerdings mittlerweile nicht mehr allgemeingültig. Die Gemeinsamkeit bildet eine Einheit von Zeit und Raum und die Personen verstehen sich als eine Gemeinschaft von Gleichgesinnten, mit gleichen Gewohnheiten und gleichen Sitten und Gebräuchen. 

## Historische Tischgemeinschaften
Die täglichen Männermahle, im 1. und 2. Jahrhundert als Syssitien bekannt, waren Tischgemeinschaften in den altdorischen Staaten Griechenlands, besonders Spartas, wo man sie auch Pheiditien nannte. Neben der Nahrungsaufnahme hatten diese Tischgemeinschaften eine soziale, politische und erzieherische Funktion. Für alle Teilnehmer galt die Pflicht zur Verschwiegenheit, jüngere Mitglieder sammelten Erfahrungen und lernten Normen, Werte und Lebensweisen.
Der schweizerische Begriff Uerte kennzeichnete  zum Beispiel eine Tischgemeinschaft in einer Gaststätte und benennt damit das gleichmäßige Teilen der Zeche (Rechnung). Im Innviertel waren Zechen Jungmännergruppen, die u. a. durch ein gemeinsames Mahl gekennzeichnet waren.

### Luthers Tischgemeinschaften und Gastmähler
Der Reformator Martin Luther (1483–1546) war für seine guten Gastessen bekannt. Für ihn galt: „Gastmähler sollen dazu dienen, dass sie die Menschen fröhlicher machen und nach Traurigkeit das Gemüt wieder erquicken“. Schon zu seiner Zeit zeigte sich, dass diese eine wichtige soziale Funktion hatten, seine Gastessen waren exklusiv. Wer eine Einladung zur Lutherischen Tafelgemeinde erhalten hatte, wie zum Beispiel der Komponist Georg Forster, gehörte zur Elite. Viele Darstellungen im Lutherhaus in Wittenberg zeigen Luther mit seiner Gattin und stellen ihn im Kreise seiner Familie und besonders beim häuslichen Essen dar.

## Religiöse Tischgemeinschaften

### Nordgermanische Tischgemeinschaften

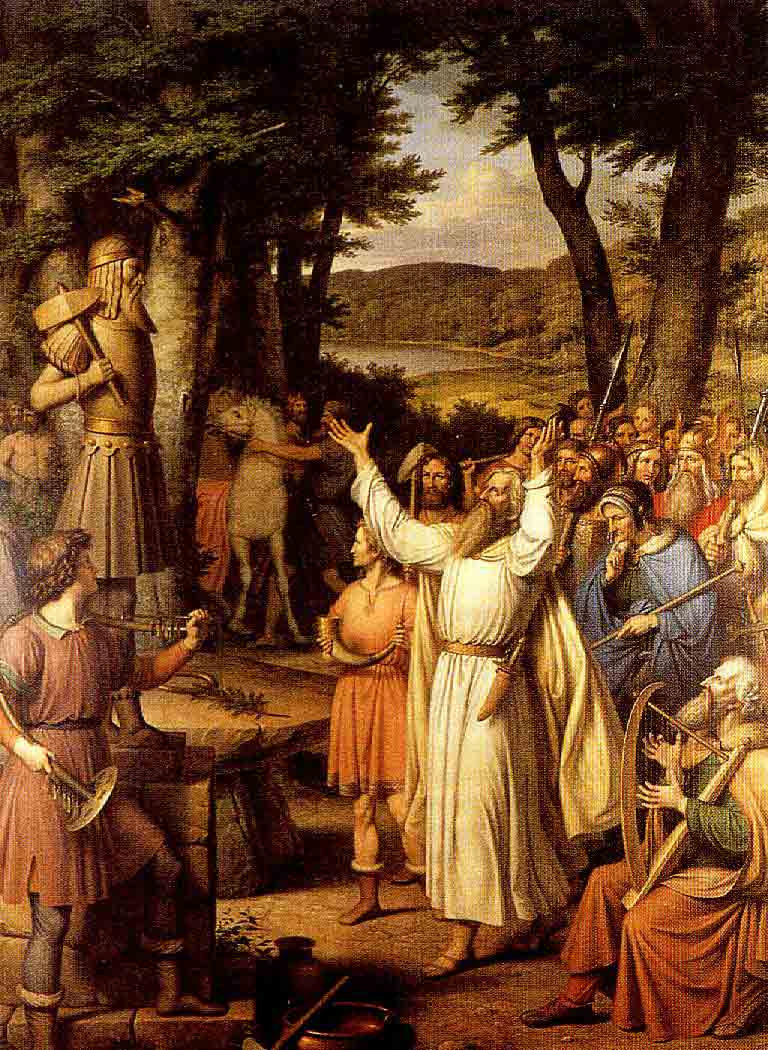
Darstellung eines Blót zu Ehren des Donnergottes Thor (Gemälde von J. L. Lund)

Ein bekanntes altskandinavisches Fest in der nordgermanischen Religion war in der vorchristlichen Zeit das Blót, eine den Göttern geweihte Kulthandlung. Durch das damit verbundene Gastmahl wurde die Gemeinschaft untereinander und mit den Göttern gestärkt.

### Neutestamentliche Tischgemeinschaften

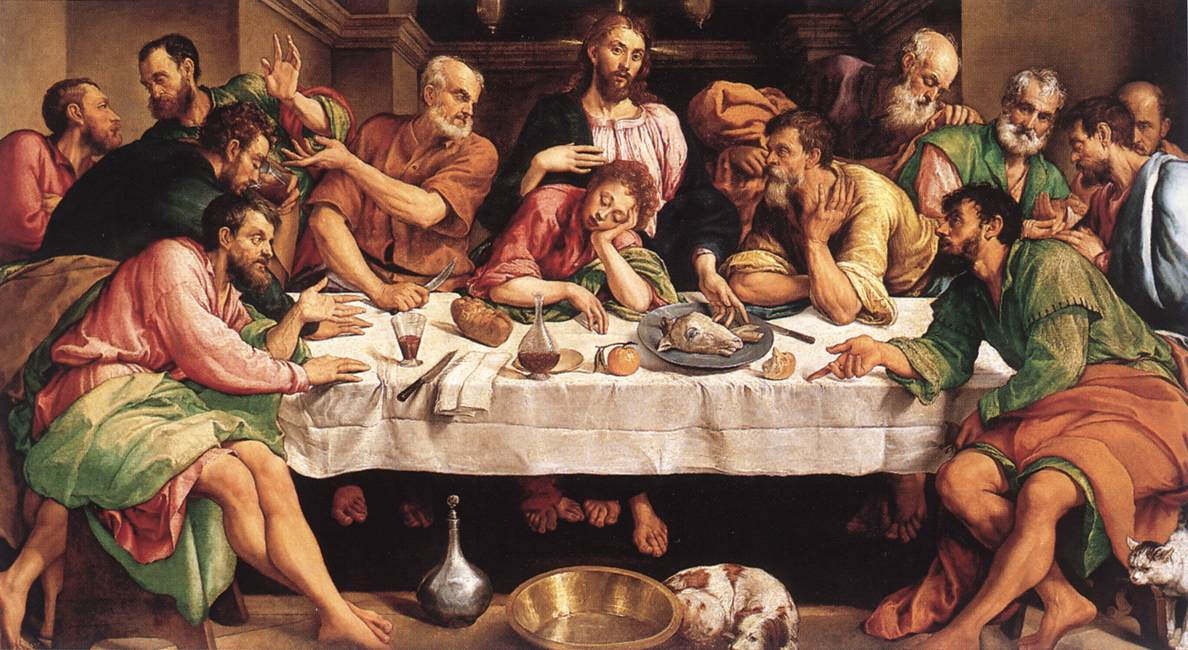
Das letzte Abendmahl von Jacopo Bassano

Die Agape war in der urchristlichen Tischgemeinschaft ein Synonym für die Eucharistie und wurde mit armen und reichen Menschen gefeiert. Zu diesem Anlass brachten die Christen Speisen und Getränke mit, diese wurden gesegnet und gemeinsam verzehrt. Die Agape – oder auch Liebesmahl – hatte einen religiösen Aspekt und diente gleichzeitig einem karitativen Zweck. Die Tischgemeinschaften des Neuen Testaments sind mit Motiven der Zusammengehörigkeit, der menschlichen Verbundenheit, der Freundschaft, der Gastfreundschaft, des Vertrauens, der Achtung und der Ehrerbietung verknüpft.
Eine aus christlicher Sicht bedeutende Tischgemeinschaft ist die des „Letzten Abendmahls“. Jesus feierte mit seinen Jüngern am Sederabend vor dem jüdischen Pessachfest das vorgeschriebene rituelle Mahl. Bei oder nach diesem Mahl stiftete Jesus die Eucharistie als Zeichen seiner bleibenden Gegenwart in der Gemeinde, am folgenden Tag wurde er gekreuzigt. Das Mahl wird Im Neuen Testament von den Evangelisten und von Apostel Paulus unterschiedlich dargestellt (Mt 26,17–29 ; Mk 14,12–26 ; Lk 22,14–20 ; Joh 13,2–4 ; 1 Kor 11,23–26 ). Die Evangelien beschreiben die letzte Tischgemeinschaft Jesu mit unterschiedlichen Begriffen, bei Matthäus und Lukas heißt es „Mahl“, Johannes bezeichnet es als „Abschiedsmahl“. Paulus mahnt in seinem 1. Brief an die Korinther zur rechten Feier des Herrenmahls und erinnert dabei an Jesu Abendmahl. Die Texte wurden zur Grundlage für die Einsetzungsworte in  der christlichen Liturgie.

### Islamische Feste

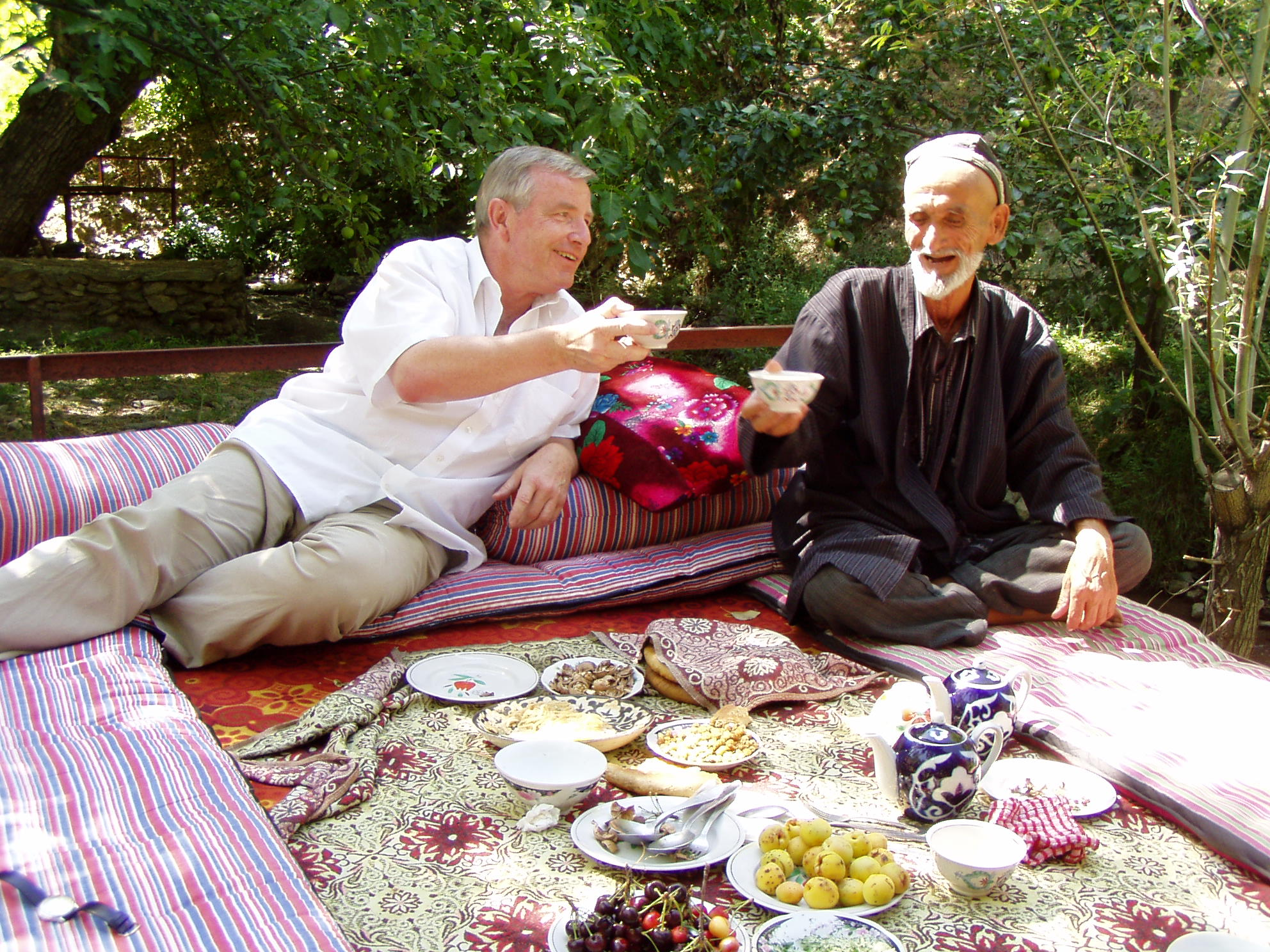
Gastfreundschaft in Usbekistan. Gemeinsames Mahl auf einem Taptschan

Den Mittelpunkt aller religiösen Feiertage des Islams bilden die gemeinsamen Tafelrunden und familiären Tischgemeinschaften. Das Fest des Fastenbrechens ist hierfür ein Beispiel. Mit diesem Fest wird das Ende des Ramadan, der einmonatigen Fastenzeit, gefeiert. Es ist von gemeinsamem Gebet geprägt, Familienmitglieder und Bekannte kommen den ganzen Tag über zusammen und nehmen gemeinsam an Mahlzeiten teil. Dabei werden sowohl Familienmitglieder als auch Gäste besonders herzlich aufgenommen.
Im Alltag von Muslimen stellt das gemeinsame Einnehmen von Mahlzeiten eine wichtige soziale Funktion dar. Da in der islamischen Welt die Gastfreundschaft ein wichtiges religiöses Element darstellt, gilt es als oberstes Gebot im Leben eines Moslems.

## Tischgemeinschaften in der Kunst
In Rheinland-Pfalz vernetzten Künstler mit dem Kunstprojekt Tischtransaktion das ganze Land zu einer Tischgemeinschaft.